# Missin' you 〜It will break my heart〜
「Missin' you 〜It will break my heart〜」（ミッシング・ユー イット・ウィル・ブレーク・マイ・ハート）は、平井堅通算14枚目のシングル。2002年1月30日発売。発売元はDefSTAR RECORDS（ソニー・ミュージックエンタテインメント系列）。

## 解説
米国の音楽プロデューサー、Babyfaceを招いた通算14枚目。ライヴでの共演がきっかけで実現したコラボレーション。本作発売後には、フジテレビ系音楽番組『ミュージックフェア』での共演も実現している。
発売当時、プロモーションの一環でNHKの音楽番組『Music Cocktail』に2週連続で出演し、「Missin' you 〜It will break my heart〜」を披露した。テレビの音楽番組で本曲が披露される際は、シックな衣装に眼鏡をかけ、チェアに浅く腰をかけながら歌うスタイル。ほか、同番組では好きな曲、ということで松田聖子の「瞳はダイアモンド」などもカヴァーしている。ライフ・ワークとなっているライブ「Ken's Bar」で邦楽をカヴァーすることは多々あるが、テレビ番組で披露されるのは珍しいケースであった。
日本語の歌詞は平井自身によるもの。内容に、2001年のアメリカ同時多発テロ事件に影響された部分があると明らかにしている。
累計出荷枚数は26万枚。
ベイビーフェイス自身が、2002年5月22日にシングル「Missin' you 〜It will break my heart〜」をBMG JAPANから発表した。

## 収録曲
| #  | タイトル                                                | 作詞     | 作曲             | 編曲                | 時間 |
| -- | ------------------------------------------------------- | -------- | ---------------- | ------------------- | ---- |
| 1. | 「Missin' you 〜It will break my heart〜」              | 平井堅   | Babyface         |                     | 4:52 |
| 2. | 「It will break my heart -English Version-」            | Babyface | Babyface         |                     | 4:54 |
| 3. | 「Missin' you 〜It will break my heart〜」              |          |                  |                     | 4:53 |
| 4. | 「When Can I See You」                                  | Babyface | Babyface         |                     | 4:08 |
| 5. | 「KISS OF LIFE (S.O.U.L.remix=Sound Of Urban London=)」 | 平井堅   | 平井堅、中野雅仁 | 鷺巣詩郎 for Ro-JAM | 4:30 |

## 関連作品
- Missin' you 〜It will break my heart〜

LIFE is...
Ken Hirai 10th Anniversary Complete Single Collection '95-'05 歌バカ
- Missin' you 〜It will break my heart〜 (remix ascended)

Strawberry Sex
- It will break my heart -English Version-

アルバム未収録
- When Can I See You

アルバム未収録
- KISS OF LIFE (S.O.U.L.remix=Sound Of Urban London=)

Kh re-mixed up 2
- KISS OF LIFE (Original Version)

gaining through losing
Ken Hirai 10th Anniversary Complete Single Collection '95-'05 歌バカ